# مکبث (گروه موسیقی)
مکبث (به انگلیسی: Macbeth) گروهٔ موسیقی گوتیک متال می‌باشد که در سال ۱۹۹۵ توسط طبل‌زن فابریزیو چیسلاگی به‌وجود آمد.

## ترانه‌شناسی

### آلبوم‌های استودیویی
- Romantic Tragedy's Crescendo (۱۹۹۸)
- Vanitas (۲۰۰۱)
- Malae Artes (۲۰۰۵)
- Superangelic Hate Bringers (۲۰۰۷)
- Neo-Gothic Propaganda (۲۰۱۴)

### ئی‌پی‌ها
- Nocturnal Embrace (دمو) (۱۹۹۷)